# Michael Misick
Michael Misick (ur. 2 lutego 1966) – polityk, szef ministrów Turks i Caicos od 15 sierpnia 2003 do 9 sierpnia 2006 i premier (zmiana nazwy urzędu) od 9 sierpnia 2006 do 23 marca 2009. 
Misick jest członkiem Postępowej Partii Narodowej (Progressive National Party) i został szefem ministrów, gdy jego partia wygrała w 2003 wybory parlamentarne po przebywaniu przez 8 lat w opozycji. Oprócz stanowiska premiera, Misick zajmował także urząd ministra lotnictwa cywilnego, handlu i rozwoju, planowania, administracji, turystyki.
Kilku innych członków jego rodziny było również zaangażowanych w życie polityczne wysp. Pełnili ważne funkcje w strukturach partii, a brat Washington Misick był szefem ministrów w latach 1991–1995.

## Życiorys
Misick urodził się w Bottle Creek na wyspie North Caicos. Kształcił się w Miami Lakes Technical Institute i w University of Buckhingham, gdzie ukończył prawo. Jest członkiem elitarnego stowarzyszenia Lincoln's Inn.
W latach 80. pracował w branży finansowej. Otrzymał doktorat honorowy Uniwersytetu Buckingham. 8 kwietnia 2006 poślubił afroamerykańską aktorkę Lisę Raye McCoy.

### Kariera polityczna
Misick po raz pierwszy został wybrany do Rady Legislacyjnej (parlament) w 1991. Objął wówczas również funkcję ministra turystyki, transportu i komunikacji. W 1995 uzyskał reelekcję.
W marcu 2002 został wybrany liderem, opozycyjnej wówczas, Postępowej Partii Narodowej.
W wyniku sukcesu wyborczego swojej partii w kwietniu 2003, 16 sierpnia 2003 Misick został szefem ministrów Turks i Caicos. W wyborach parlamentarnych 7 lutego 2007 Postępowa Partia Narodowa zdobyła 13 z 15 mandatów, co stanowiło największą przewagę w historii. 
W 2008 pod adresem Misicka pojwaiły się zarzuty korupcji. W rezultacie gubernator Richard Tauwhare powołał w lipcu 2008 specjalną komisję, której celem było przeprowadzenie dochodzenia w sprawie domniemanych nadużyć ekipy rządzącej. Głównym zarzutem, wysuwanym pod adresem premiera było nadużywanie funduszy publicznych oraz osiągnięcie prywatnych korzyści ze sprzedaży państwowej ziemi. W marcu gubernator Gordon Wetherell ogłosił, że brytyjscy śledczy dopatrzyli się "wyraźnych dowodów korupcji". Premier Michael Misisck zaprzeczył tym zarzutom, jednakże 23 marca 2009 podał się do dymisji ze skutkiem natychmiastowym.